# Sindre
Sindre er i nordisk mytologi en dværg. Han og hans bror Brokk er navnkundige for deres smede- og trolddomskunst. I væddemål med Loke smeder de ringen Draupner, galten Gyldenbørste og hammeren Mjølner.
Sindre er også navnet på en hal, hvor de dydige sjæle skal hvile efter Ragnarok ifølge Gylfaginning.
| Nordisk mytologi | Spire Denne artikel om nordisk religion og mytologi er en spire som bør udbygges. Du er velkommen til at hjælpe Wikipedia ved at udvide den. |